# باک آنجل
باک آنجِل (انگلیسی: Buck Angel؛ زادهٔ ۵ ژوئن ۱۹۷۲) بازیگر پورنوگرافی و تهیه‌کننده اهل کشور ایالات متحده آمریکا است. او یک مردترنس است.

## اوایل زندگی
وی در دره سن فرناندو واقع در لس آنجلس متولد شد. جنسیتش مؤنث تعیین شد و برایش نام «پویا» را انتخاب کردند. او به عنوان یک تام‌بوی بزرگ شد. در حدود ۱۶ سالگی که صفات ثانویهٔ جنسی وی ظهور کردند، زندگی وی نیز دچار ناراحتی بیشتری شد. پس از یک نیمه‌خودکشی در دبیرستان، والدینش اقدام به درمان او کردند. در آن زمان بود که اعلام کرد احساس می‌کند که مرد است.

## جوایز
وی در سال ۲۰۰۷ برندهٔ جایزه ای‌وی‌ان شده است.